# میلادا اسکربوکووا
میلادا اسکربوکووا (چکی: Milada Skrbková؛ ۳۰ مه ۱۸۹۷ – ۲ اکتبر ۱۹۳۵) تنیس‌باز اهل چکسلواکی بود.
وی در مسابقات کشوری و بین‌المللی در مجموع برندهٔ ۱ مدال برنز شده‌است.